# リック・ブーグス
リック･ブーグス（Rick Boogs、本名：エリック・ブーゲンハーゲン、英: Eric Bugenhagen、1987年10月19日 - )　は、アメリカ合衆国のプロレスラー、ギタリスト。

## 来歴

### Youtuber
ブーグスは、2012年にユーチューブにチャンネルを立ち上げた。

### NXT
ブーグスは、WWE NXT ライブの2017年10月19日にプロレスデビューを果たした。そこでは、シングル戦で、ディラン・マイリーと対戦した。
2019年5月1日にブーグスは、20人のバトルロイヤルに参加したが、負けた。WWE NXT ライブ２月２１日にブーグスは、デンゼル・デショーネットとペアを組みNXTタッグチーム王座であるウォー・マシン（エリックとアイバー)と対戦して負けた。

### WWE
ブーグスは、SmackDownに、移籍した。その後は、中邑真輔のマネージャーとして付いていた。
レッスルマニア38にSmackDownタッグ・チーム・チャンピオン・マッチでウーソズと対戦し、負けた。
ブーグスは、この試合で大腿四頭筋を負傷した。

## 得意技

### フィニッシュ・ホールド
ブークス・スラム
正面から相手の懐に身体を潜り込ませて胸部と腹部にそれぞれ両手を添えながら、バーベルの様に相手の身体を頭上へと持ち上げた後に前方へ落下させて再度両手で相手をボディスラムの体勢で横向きに抱え上げ、そのまま体重を浴びせて前方へ叩きつける。変形アバランシュ・プレス。
パンプハンドル・スラム

### 打撃技
エルボー
エルボー・スタンプ
ナックルパンチ
クローズライン
エルボードロップ
ドロップキック

### 投げ技
スープレックス
スーパープレックス
バック・スープレックス
ボディースラム
リフトアップ・スラム
パワースラム
デッドリー・ドライブ

## 獲得タイトル
- WWE・24/7王座　2回

## 入場曲
Solid Glound 現在使用中